# أحوى أحم

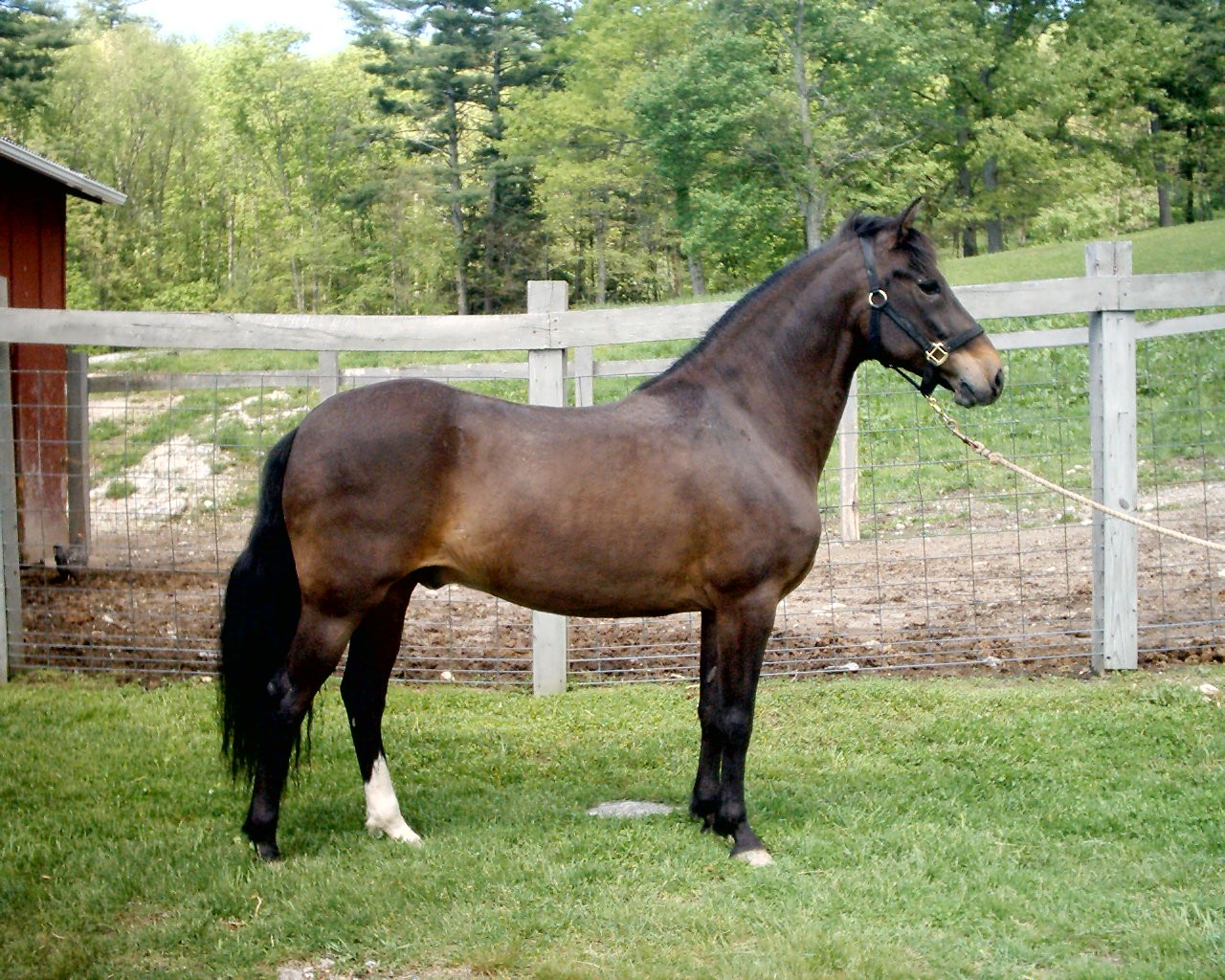
حصان خصي أحوى أحم

الأَحْوَى الأَحَمّ أو الأدهم الأحوى هو أحد ألوان كسوات الخيل الذي يتميز بلون الجسم القريب من الأسود؛ مع سواد في العرف، والذَّنَب والساقين؛ كما تتميز بمناطق حمراء أو سمراء اللون حول العينين، والخطم، والخاصرتين وخلف المرفق وأمام الثَّفِنَة [الإنجليزية] (موصل الفخذ بالساق في القائمتين الخلفيين). لا ينبغي الخلط بين هذا المصطلح وبين "البني"، والذي تستخدمه بعض سجلات السلالات [الإنجليزية] للإشارة إلى فرس أحوى أحم أو إلى كُمَيْت أَحَمّ بدون الخصائص الإضافية للون الأحوى الأحم.
مثل الكميت، يفتقر اللون الأحوى الأحم إلى الطفرة غير الأغوطية التي من شأنها أن تخلق فرسًا أسودَ بالكامل. لم يُتَعَرَّف على الجينات التي تقف وراء اللون الأحوى الأحم، ولكن يعتقد البعض أن هذا اللون ناتج عن أليل أغوتي يسمى At. طُوِّرَ اختبار الحمض النووي الذي يقال أنه يكشف عن أليل الأحوى الأحم (At)، ولكن الاختبار لم يخضع أبدًا لمراجعة الأقران وبسبب نتائج غير موثوق بها سُحِبَ لاحقًا من السوق.
يختلف لون الكسوة الكميت الأحم المشابه، والذي يتميز أيضًا بعرف وذنب وساقين سوداء وجسم داكن، عن اللون الكميت الأحم بانعدام علامات حمراء اللون.